# Valeria Fedeli
Valeria Fedeli (Treviglio, 29 juli 1949) is een Italiaans syndicaliste en politica voor de Partito Democratico (PD).

## Levensloop
In 2001 werd ze verkozen tot voorzitter van de Europese vakbondsfederatie voor textiel, kleding en leder (ETUF:TCL). Toen deze vakbondsfederatie in mei 2012 fuseerde met de Europese Federatie voor Werknemers in de Mijnbouw, Chemie en Energiesector (EMCEF) en de Europese Metaalbond (EMB) tot IndustriAll-EVV, werd ze aangesteld tot vicevoorzitter.
In 2016 werd ze aangesteld als Minister van onderwijs, universiteit en onderzoek in de regering van Paolo Gentiloni, een functie die ze uitoefende tot 2018.